# Cabanatuan
Cabanatuan, chính thức City of Cabanatuan, (tiếng Tagalog: Lungsod ng Cabanatuan; tiếng Cebuano: Dakbayan sa Cabanatuan; tiếng Ilocano: Siudad ti Cabanatuan; tiếng Kapampangan: Lakanbalen ning Cabanatuan; tiếng Pangasinan: Siyudad na Cabanatuan; tiếng Central Bikol: Syudad nin Cabanatuan; tiếng Hiligaynon: Dakbanwa sang Cabanatuan; còn được biết là Cabsy), hay Thành phố Cabanatuan 1st class Thành phố của Philippines trong Tỉnh Nueva Ecija, Philippines. Theo điều tra dân số năm 2015, nó có dân số 302.231 người, khiến nó trở thành thành phố đông dân nhất trong Nueva Ecija và đông dân thứ năm ở Trung Luzon.
Thành phố này nổi tiếng vì là nhà của hơn 30.000 xe ba bánh, do đó tự hào là "Thành phố ba bánh của Philippines" và vị trí chiến lược của nó dọc theo Đường Thung lũng Cagayan đã biến thành phố này thành một trung tâm kinh tế, giáo dục, y tế, mua sắm giải trí và giao thông lớn ở Nueva Ecija và các tỉnh lân cận trong khu vực như Aurora và Bulacan. Nó cũng đã kiếm được biệt danh "Cổng vào phía Bắc".
Cabanatuan vẫn là thủ đô của Nueva Ecija cho đến năm 1965, khi chính phủ thành lập Thành phố Palayan gần đó là thủ đô mới của tỉnh. Thủ đô cũ của Nueva Ecija và các văn phòng chính phủ khác vẫn được sử dụng và duy trì bởi chính quyền tỉnh.

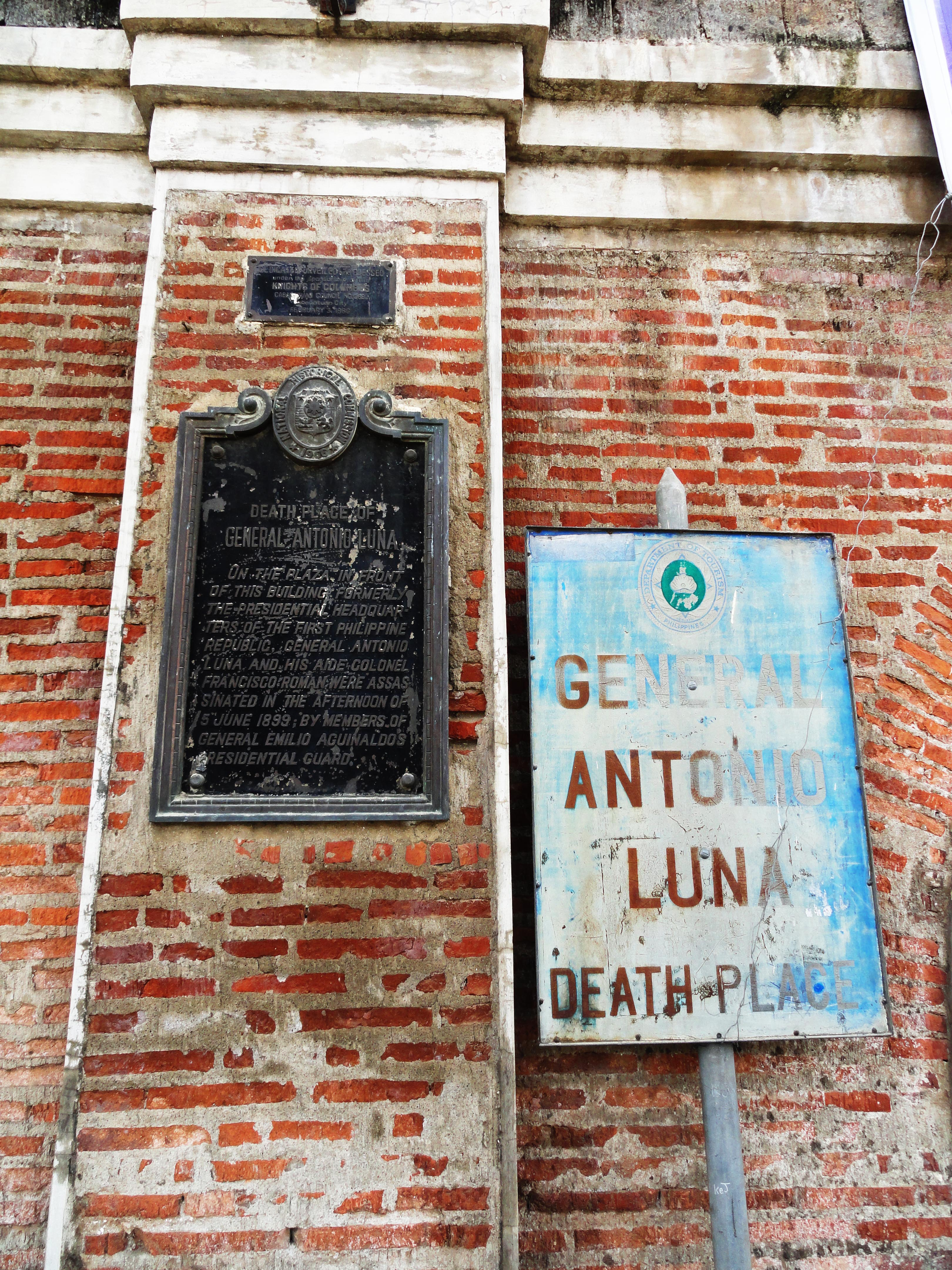
Điểm đánh dấu thành phố xe bánh Cabanatuan

## Khí hậu
Cabanatuan có khí hậu ẩm ướt và khô nhiệt đới (phân loại khí hậu Köppen: Aw), với thời tiết ấm áp quanh năm và mùa khô và ẩm ướt rõ rệt. Nó được quảng cáo là một trong những thành phố nóng nhất trong cả nước; vào mùa hè năm 2011 Cabanatuan đạt nhiệt độ nóng nhất ở 39,8 °C, cũng nóng nhất trong Philippines trong cùng năm đó và vào ngày 4 tháng 6 năm 2015 PAGASA đã báo cáo chỉ số nhiệt cho thành phố.
| Dữ liệu khí hậu của Cabanatuan (1981–2011, extremes 1949–2012) | Dữ liệu khí hậu của Cabanatuan (1981–2011, extremes 1949–2012) | Dữ liệu khí hậu của Cabanatuan (1981–2011, extremes 1949–2012) | Dữ liệu khí hậu của Cabanatuan (1981–2011, extremes 1949–2012) | Dữ liệu khí hậu của Cabanatuan (1981–2011, extremes 1949–2012) | Dữ liệu khí hậu của Cabanatuan (1981–2011, extremes 1949–2012) | Dữ liệu khí hậu của Cabanatuan (1981–2011, extremes 1949–2012) | Dữ liệu khí hậu của Cabanatuan (1981–2011, extremes 1949–2012) | Dữ liệu khí hậu của Cabanatuan (1981–2011, extremes 1949–2012) | Dữ liệu khí hậu của Cabanatuan (1981–2011, extremes 1949–2012) | Dữ liệu khí hậu của Cabanatuan (1981–2011, extremes 1949–2012) | Dữ liệu khí hậu của Cabanatuan (1981–2011, extremes 1949–2012) | Dữ liệu khí hậu của Cabanatuan (1981–2011, extremes 1949–2012) | Dữ liệu khí hậu của Cabanatuan (1981–2011, extremes 1949–2012) |
| Tháng                                                          | 1                                                              | 2                                                              | 3                                                              | 4                                                              | 5                                                              | 6                                                              | 7                                                              | 8                                                              | 9                                                              | 10                                                             | 11                                                             | 12                                                             | Năm                                                            |
| -------------------------------------------------------------- | -------------------------------------------------------------- | -------------------------------------------------------------- | -------------------------------------------------------------- | -------------------------------------------------------------- | -------------------------------------------------------------- | -------------------------------------------------------------- | -------------------------------------------------------------- | -------------------------------------------------------------- | -------------------------------------------------------------- | -------------------------------------------------------------- | -------------------------------------------------------------- | -------------------------------------------------------------- | -------------------------------------------------------------- |
| Cao kỉ lục °C (°F)                                             | 36.2 (97.2)                                                    | 38.1 (100.6)                                                   | 38.8 (101.8)                                                   | 39.9 (103.8)                                                   | 40.4 (104.7)                                                   | 38.5 (101.3)                                                   | 37.0 (98.6)                                                    | 36.0 (96.8)                                                    | 37.0 (98.6)                                                    | 37.1 (98.8)                                                    | 37.5 (99.5)                                                    | 36.5 (97.7)                                                    | 40.4 (104.7)                                                   |
| Trung bình ngày tối đa °C (°F)                                 | 32.1 (89.8)                                                    | 32.8 (91.0)                                                    | 34.3 (93.7)                                                    | 36.0 (96.8)                                                    | 35.6 (96.1)                                                    | 34.3 (93.7)                                                    | 33.0 (91.4)                                                    | 32.3 (90.1)                                                    | 32.5 (90.5)                                                    | 32.9 (91.2)                                                    | 32.7 (90.9)                                                    | 32.0 (89.6)                                                    | 33.4 (92.1)                                                    |
| Trung bình ngày °C (°F)                                        | 26.4 (79.5)                                                    | 27.0 (80.6)                                                    | 28.2 (82.8)                                                    | 29.8 (85.6)                                                    | 30.0 (86.0)                                                    | 29.4 (84.9)                                                    | 28.5 (83.3)                                                    | 28.2 (82.8)                                                    | 28.2 (82.8)                                                    | 28.2 (82.8)                                                    | 27.7 (81.9)                                                    | 26.8 (80.2)                                                    | 28.2 (82.8)                                                    |
| Tối thiểu trung bình ngày °C (°F)                              | 20.6 (69.1)                                                    | 21.1 (70.0)                                                    | 22.1 (71.8)                                                    | 23.5 (74.3)                                                    | 24.4 (75.9)                                                    | 24.4 (75.9)                                                    | 24.1 (75.4)                                                    | 24.1 (75.4)                                                    | 23.9 (75.0)                                                    | 23.4 (74.1)                                                    | 22.6 (72.7)                                                    | 21.7 (71.1)                                                    | 23.0 (73.4)                                                    |
| Thấp kỉ lục °C (°F)                                            | 15.0 (59.0)                                                    | 15.0 (59.0)                                                    | 13.7 (56.7)                                                    | 15.8 (60.4)                                                    | 18.8 (65.8)                                                    | 19.9 (67.8)                                                    | 18.4 (65.1)                                                    | 19.0 (66.2)                                                    | 20.0 (68.0)                                                    | 18.6 (65.5)                                                    | 17.0 (62.6)                                                    | 15.1 (59.2)                                                    | 13.7 (56.7)                                                    |
| Lượng mưa trung bình mm (inches)                               | 26.9 (1.06)                                                    | 36.6 (1.44)                                                    | 38.4 (1.51)                                                    | 57.4 (2.26)                                                    | 179.1 (7.05)                                                   | 193.7 (7.63)                                                   | 381.1 (15.00)                                                  | 382.0 (15.04)                                                  | 320.4 (12.61)                                                  | 186.4 (7.34)                                                   | 100.0 (3.94)                                                   | 42.9 (1.69)                                                    | 1.944,9 (76.57)                                                |
| Số ngày mưa trung bình                                         | 2                                                              | 2                                                              | 2                                                              | 4                                                              | 13                                                             | 16                                                             | 22                                                             | 24                                                             | 21                                                             | 12                                                             | 8                                                              | 5                                                              | 131                                                            |
| Độ ẩm tương đối trung bình (%)                                 | 82                                                             | 80                                                             | 79                                                             | 77                                                             | 80                                                             | 86                                                             | 89                                                             | 91                                                             | 90                                                             | 87                                                             | 85                                                             | 82                                                             | 84                                                             |
| [ cần dẫn nguồn ]                                              |                                                                |                                                                |                                                                |                                                                |                                                                |                                                                |                                                                |                                                                |                                                                |                                                                |                                                                |                                                                |                                                                |

## Barangays
Thành phố Cabanatuan được phân chia hành chính thành 89 barangays.
- Aduas Centro (Aduas)
- Aduas Norte
- Aduas Sur
- Bagong Sikat
- Bagong Buhay
- Bakero
- Bakod Bayan
- Balite
- Bangad
- Bantug Bulalo
- Bantug Norte
- Barlis
- Barrera District (Poblacion)
- Bernardo District (Poblacion)
- Bitas
- Bonifacio District (Poblacion)
- Buliran
- Cabu
- Caudillo
- Calawagan (Kalawagan)
- Caalibangbangan
- Campo Tinio (Camp Tinio)
- Caridad Village
- Cinco-Cinco
- City Supermarket/Bayan (Poblacion)
- Communal
- Cruz Roja
- Daan Sarile
- Dalampang
- Dicarma (Poblacion)
- Dimasalang (Poblacion)
- Dionisio S. Garcia
- Fatima (Poblacion)
- General Luna (Poblacion)
- Hermogenes C. Concepcion, Sr.
- Ibabao-Bana
- Imelda District
- Isla (Poblacion)
- Kalikid Norte
- Kalikid Sur
- Kapitan Pepe Subdivision (Poblacion)
- Lagare
- Lourdes (Matungal-Tungal)
- M. S. Garcia
- Mabini Extension
- Mabini Homesite
- Macatbong
- Magsaysay North
- Magsaysay South
- Maria Theresa
- Matadero (Poblacion)
- Mayapyap Norte
- Mayapyap Sur
- Melojavilla (Poblacion)
- Nabao (Poblacion)
- Obrero
- Padre Burgos (Poblacion)
- Padre Crisostomo
- Pagas
- Palagay
- Pamaldan
- Pangatian
- Patalac
- Polilio
- Pula
- Quezon District (Poblacion)
- Rizdelis (Poblacion)
- Samon
- San Isidro
- San Josef Norte
- San Josef Sur
- San Juan Accfa (San Juan Poblacion)
- San Roque Norte
- San Roque Sur
- Sanbermecristi (Poblacion)
- Sangitan East
- Sangitan
- Santa Arcadia
- Santo Niño
- Sapang
- Sumacab Este
- Sumacab Norte
- Sumacab South
- Talipapa
- Valdefuente
- Valle Cruz
- Vijandre District (Poblacion)
- Villa Ofelia Subdivision (Villa Ofelia-Caridad)
- Zulueta District (Poblacion)

## Nhân khẩu
Bản mẫu:Historic population